# Cerro de Mas d'en Bosc
El cerro de Mas d'en Bosc (Turó de Mas d'en Bosc en catalán) es una montaña de 851 metros de altitud en la provincia de Tarragona, Cataluña, España.
Se encuentra situada en los términos municipales de Aiguamurcia y Querol en la comarca de Alto Campo.